# Wiggins (Colorado)
Pour les articles homonymes, voir Wiggins.
Wiggins est une ville américaine située dans le comté de Morgan dans le Colorado.
D'abord appelée Corona, la ville est renommée en l'honneur du scout Oliver P. Wiggins.

## Démographie
| 1980 | 1990 | 2000 | 2010 | - | - |
| ---- | ---- | ---- | ---- | - | - |
| 531  | 499  | 838  | 893  | - | - |

Selon le recensement de 2010, Wiggins compte 893 habitants. La municipalité s'étend sur 1,33 milles carrés (3,44 km2).